# Dinera spinosa
Dinera spinosa är en tvåvingeart som först beskrevs av Walker 1858.  Dinera spinosa ingår i släktet Dinera och familjen parasitflugor. Inga underarter finns listade i Catalogue of Life.